# Нурмамедов, Абдулгани Абдулгамид оглы
Абдулгани Абдулгамид оглы Нурмамедов (16 сентября 1955) — советский футболист, защитник, полузащитник, азербайджанский тренер.
Воспитанник ФШМ Баку. Практически всю карьеру провёл в «Нефтчи» Баку. В 1974—1976 годах в первой лиге сыграл 68 матчей, забил пять мячей, в 1977—1983 годах в высшей лиге в 146 играх забил 13 голов. В 1977 году сыграл 13 матчей во второй лиге за «Автомобилист» Баку.
Участник Спартакиады народов СССР 1979 года в составе сборной Азербайджанской ССР.
Был главным тренером женского клуба «Гёмрюкчю». Работал директором клуба «Интер» Баку. С июля 2016 года — в руководящем составе новообразованного клуба «Сабаил», позже — глава наблюдательного совета клуба.